# Montchal
Montchal là một xã trong tỉnh Loire miền trung nước Pháp.